# Palonín
Palonín (en allemand : Pollein) est une commune du district de Šumperk, dans la région d'Olomouc, en Tchéquie. Sa population s'élevait à 364 habitants en 2023.

## Géographie
Palonín se trouve à 6 km au sud-sud-est de Mohelnice, à 28 km au sud de Šumperk, à 27 km au nord-ouest d'Olomouc et à 185 km à l'est-sud-est de Prague.
La commune est limitée par Loštice et Moravičany au nord, par Bílá Lhota à l'est et au sud-ouest, par Bouzov au sud-ouest et à l'ouest.

## Histoire
La première mention écrite de la localité date de 1353.

## Transports
Par la route, Palonín se trouve à 7,3 km de Mohelnice, à 21 km d'Olomouc, à 34 km de Šumperk, à 218 km de Prague.